# Aishath Afnaan Rasheed
Aishath Afnaan Rasheed (* 1. März 1992) ist eine Badmintonspielerin von den Malediven. 

## Karriere
Aishath Afnaan Rasheed nahm 2010 an den Olympischen Jugend-Sommerspielen teil. Bei den Erwachsenen startete sie bei den Commonwealth Games 2014. Im gleichen Jahr startete sie auch bei den Asienspielen und schied dort mit der Damennationalmannschaft ihres Landes im Achtelfinale aus.